# Devlet I. Geraj
Devlet I. Geraj (1512–1577) byl vládce Krymského chanátu v letech 1551–1577 z významného rodu Gerajů. Jako krymský chán silně podléhal osmanskému vlivu a plnil osmanské strategické cíle. Jeho vláda je zaplněna především boji s Ruskem, jež pod Ivanem IV. Vasiljevičem (Hrozným), který nastoupil  na trůn roku 1547, začalo mít imperiální ambice.

## Vláda
Začátek jeho vlády byl ve znamení ustupování Rusku. Ivan roku 1551 svrhnul protiruské vládce Kazaňského chanátu z rodu Gerajů a nahradil je proruskýmu Šahgaly. Když se Ivan dozvěděl, že byli svrženi pučem, zaútočil v březnu 1552 na Kazaň. Devlet toho využil a jeho krymská armáda zaútočila v ten moment na Rusko a dosáhla snadného vítězství. Poté plánoval ustoupit před z Kazaně se vracející ruskou armádou, ale jeho muži nechtěli jít domů bez kořisti. 21. června tedy oblehl Tulu, ale byl zde zastižen vracející se ruskou armádou, již podpořil výpad tulské posádky. Krymští Tataři utrpěli krutou porážku, při níž ztratili mj. celé dělostřelectvo, jež jim pro tuto operaci poskytli Osmané. V říjnu téhož roku pak Rusko kazaňský chanát dobylo.
Po pádu Kazaně se vládce Astrachaňského chanátu Jamgurči rozžehnal s Moskvou a vytvořil strategické spojenectví s Devletem. Devlet poslal Jamgurčimu 13 děl na ochranu, ale žádné vojáky. Na jaře roku 1554 Ivan zaútočil s 33 000 muži na Astrachaň a Jamgurčiho vyhnal. Nahradil ho Dervišem Alim, od něhož očekával větší loajalitu k Rusku, ovšem zklamal se a Derviš se taktéž spojil s Krymem proti Rusku. Devlet tentokrát svému spojenci poslal na pomoc i 300 janičárů a 700 krymskotatarských vojáků, ovšem nestačilo to. V roce 1556 Rusové vpadli do Astrachaně, vyhnali Derviše a natrvalo území připojili k Rusku.
Na jaře roku 1555 Devlet zaútočil na severní Kavkaz, aby se vypořádal s některými Čerkesy, kteří přešli k Rusům. Když se to Ivan dozvěděl, vyslal 13 000 mužů. Cestou se dozvěděli, že Devlet se otočil na sever a má v úmyslu zaútočit na Rjazaň. Devlet narazil na Rusy poblíž Sudbišči, asi 150 km jižně od Tuly. Devlet zaútočil a utrpěl velké ztráty, v bitvě padli i dva jeho synové.
V lednu 1558 Devlet poslal 100 000 mužů pod velením svého nejstaršího syna Mehmeda Geraje, aby zaútočili na Tulu, Rjazaň a Kaširu. Když se dozvěděli o koncentraci ruských vojsk u Oka, otočili se zpět. Rusové je pronásledovali až k řece Oskol, ale ke střetu nedošlo. Na jaře 1563 Devletovi synové Mehmed a Adil zaútočili na Dědilov, Pronsk a Rjazaň. Na podzim roku 1565 Devlet a jeho armáda zaútočili u Bolchova, ale byli odraženi. V roce 1569 zpustošili jeho synové Mehmed a Adil oblast kolem Rjazaně a Kaširy. V tomto okamžiku se Devlet pokusil uzavřít mír s Moskvou, ale jeho šlechtici to odmítli a žádali rozhodující úder. Devlet jim vyhověl a pod jeho vedením krymští Tataři roku 1570 zdevastovali Rjazaň a o rok později (v síle 80 000 Tatarů, 33 000 Turků a 7 000 janičárů) vpadli do centrálního Ruska, za řekou Ugrou porazili ruskou armádu, načež zdevastovali města a vesnice v okolí Moskvy a poté většinu Moskvy vypálili a 150 000 Rusů odvlekli do zajetí. Plán na plné dobytí Ruska v roce 1572 ovšem Devletovi nevyšel, když byla jeho armáda poražena v bitvě u Molodi.
Po této porážce už se Devlet zmohl jen na občasné nájezdy, které nebyly pro Rusy strategicky nebezpečné. Zemřel na mor 29. června 1577. Na trůn nastoupil jeho nejstarší syn Mehmed II. Geraj (vládl 1577–1584).